# Louis Fischer-Achten
Ludwig "Louis" Fischer-Achten, född 12 december 1837, död 10 april 1891, var en tysk tenorsångare.
Fischer-Achten var son till sångerskan Caroline Fischer-Achten och hennes make Friedrich Fischer, "en sångare av underordnad rang". Han tillhörde ett operasällskap under ledning av Karl Gaudelius, som spelåren 1864–1866 gav föreställningar i Göteborg. Han utförde där en mängd av de främsta tenorpartierna, såsom Octavio i Don Juan, Johan av Paris, Eleazar i Judinnan, Profeten, Gustaf III i Aubers Maskeradbalen, Fra Diavolo, Faust, Almaviva, Ivanhoe i Marschners Tempelherren och judinnan, Lionel i Martha, Arnold i Wilhelm Tell, Edgard i Lucia di Lammermoor, Joseph, Corentin i Vallfarten till Ploërmel med mera.
Han gästspelade även tre gånger på Kungliga Teatern i Stockholm: som Nemorino i Kärleksdrycken den 5 maj 1866 och som Edgard i Lucia di Lammermoor den 12 och 16 maj samma år, men "gjorde icke någon ovanligare lycka" där.